# Стасівщина
Стасі́вщина — село в Україні, у Линовицькій селищній громаді Прилуцького району Чернігівської області. Населення становить 190 осіб. До 2017 орган місцевого самоврядування — Даньківська сільська рада.

## Історія
Хутір був приписан до Успенської церкви у Линовиці.
Найдавніше знаходження на мапах 1816 рік як Стасівський
У 1862 році на хуторі володарському Стасівщина був 32 двори де жило 269 осіб
У 1911 році на хуторі Стасівщина жило 327 осіб.
12 червня 2020 року, відповідно до розпорядження Кабінету Міністрів України № 730-р «Про визначення адміністративних центрів та затвердження територій територіальних громад Чернігівської області», увійшло до складу Линовицької селищної громади.
17 липня 2020 року, в результаті адміністративно - територіальної реформи та ліквідації колишнього Прилуцького району, село увійшло до складу новоутвореного Прилуцького району Чернігівської області.